# Cuatro Calas
Las cuatro calas son un paisaje protegido de la Región de Murcia. Está considerado como Lugar de Interés Comunitario y pertenece a la red Natura 2000.
Situado en el municipio de Águilas, incluye las calas de Calarreona, La Higuerica, La Carolina y Los Cocedores, esta última haciendo de límite con la provincia de Almería. La erosión del viento y del mar ha producido unos paisajes singulares, con numerosos afloramientos volcánicos. Entre ellos se encuentra el volcán de Punta Parda, que está considerado de gran importancia geológica.
Su protección frente a intereses urbanísticos permite encontrar en el saladar de Cañada Brusca una vegetación propia en la que destaca el Halocnemum strobilaceum. Otras especies que se pueden encontrar en su flora son el Arthrocnemum glaucum, el Limonium, la Salsola verticillata, el Tamarix, la Periploca angustifolia, la Salicornia, la Suaeda vera, el junco y la siempreviva. Su fauna está representada por la Calandrella rufescens, el Burhinus oedicnemus, el halcón peregrino, la Coraciidae, la Oenanthe leucura o la Acanthodactylus erythrurus.